# Floscopa beirensis
Floscopa beirensis är en himmelsblomsväxtart som beskrevs av Carl Ernst Otto Kuntze. Floscopa beirensis ingår i släktet Floscopa och familjen himmelsblomsväxter.
Artens utbredningsområde är Moçambique. Inga underarter finns listade.